# Bob Claes
Bob Claes (né à Saint-Trond en 1985) est un dirigeant de football belge. Il a étudié à KCST.

## Biographie
Bob Claes devient le directeur commercial du Standard de Liège en 2011 ainsi que le bras droit du président Roland Duchâtelet.
En juin 2015, alors que son président revend ses parts au nouveau président Bruno Venanzi, il est à la surprise générale nommé par ce dernier comme le nouveau directeur général du club du bord de Meuse, .
Le 12 septembre 2016 le club Liègeois se sépare de lui. 